# Gideon Mantell
Pour les articles homonymes, voir Mantel.
Gideon Algernon Mantell (3 février 1790 - 10 novembre 1852) est un obstétricien, géologue et paléontologue britannique. En 1825 il est le deuxième paléontologue à identifier et nommer une espèce distincte de dinosaure (il nomme et décrit Iguanodon, mais en 1824 William Buckland a déjà nommé et décrit Megalosaurus). À la suite de la description d'Iguanodon, Mantell est lauréat de la Royal Medal, mais au moment des découvertes de Megalosaurus et Iguanodon le mot dinosaure n'existait pas encore, c'est en 1842 que ces découvertes menèrent le paléontologue Richard Owen à inventer le mot Dinosauria pour nommer un nouveau taxon de vertébrés disparus.

## Biographie
Gideon Algernon Mantell est né à Lewes, dans le Sussex. Il épouse la paléontologue Mary Ann Woodhouse en 1816. Ils ont trois enfants ensemble, dont le scientifique et homme politique néo-zélandais Walter Mantell.
Il devient obstétricien mais a aussi une passion pour la géologie. Il possède un cabinet médical à Lewes. La géologie occupe son temps libre. Les fossiles qu'il collectionne dans cette région sont d'origine marine et proviennent du Chalk, une ancienne subdivision du Crétacé supérieur. À partir de 1819, Mantell commence à acquérir des fossiles provenant d'une carrière, Withman's Green près de Cuckfield. Ils incluent des restes d'animaux terrestres et d'eau douce à une époque où les seuls spécimens du Crétacé anglais sont d'origine marine. Il nomme cette strate strate de la forêt Tilgate d'après le nom d'une aire boisée. Plus tard il sera montré que ces fossiles proviennent du Crétacé inférieur.
En 1820 il commence à découvrir de très grands os, encore plus grands que ceux découverts par William Buckland à Stonesfield dans le Oxfordshire.
En 1822, juste après avoir publié son premier livre The Fossils of South Downs or Illustrations of the Geology of Sussex (Les Fossiles des South Downs ou Illustration de la géologie du Sussex), il trouve plusieurs dents (certains historiens attribuent cette découverte à son épouse) dont il ne peut pas identifier l'origine. Mantell les montre à d'autres scientifiques qui les rejettent en les considérant comme provenant de poissons ou de mammifères et de couches stratigraphiques plus récentes que celle des autres fossiles de la forêt de Tilgate. L'éminent anatomiste français Georges Cuvier les identifie d'abord comme étant celles d'un rhinocéros, puis comme celles d'un "nouveau reptile herbivore". Mantell lui est convaincu qu'elles proviennent bien de strates du Mésozoïque et finalement reconnaît qu'elles ressemblent à celles d'un iguane mais vingt fois plus grandes. À partir de cela, il estime la taille du propriétaire des dents à au moins 20 mètres de longueur.
Il essaye en vain de convaincre ses pairs que les fossiles datent du Mésozoïque en étudiant soigneusement les couches rocheuses d'où elles proviennent. Richard Owen est un des principaux détracteurs de Mantell en clamant que les dents proviennent d'un mammifère. Des années plus tard, Mantell découvre suffisamment de fossiles pour montrer que les pattes avant de l'animal sont bien plus courtes que les pattes arrière, disqualifiant ainsi toute origine possible d'un mammifère. Il démontre aussi que les fossiles de vertébrés qu'Owen attribue à plusieurs animaux différents proviennent tous d'Iguanodons.

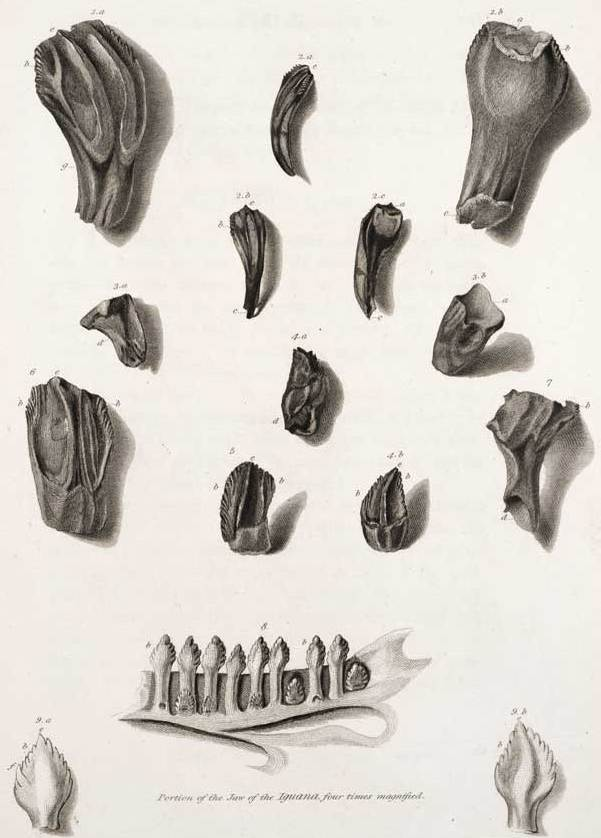
Illustration de Notice on the Iguanodon dents fossiles et mâchoire d'un iguane moderne.

En 1825 il présente à la Royal Society la description de cette nouvelle espèce fossile, jusque-là inconnue de la science, en lui attribuant le nom de genre Iguanodon (« dent d'iguane ») dans une Notice on the Iguanodon, a Newly Discovered Fossil Reptile, from the Sandstone of Tilgate Forest, in Sussex (Notes sur l'Iguanodon, un reptile fossile nouvellement découvert, provenant des grès de la forêt de Tilgate dans le Sussex). Sa présentation est reçue avec des acclamations. Il est élu membre de la Royal Society, qui lui confère la médaille royale et devient membre honoraire de l'Institut de Paris. Il est aussi récompensé par la médaille Wollaston décernée par la Geological Society of London.

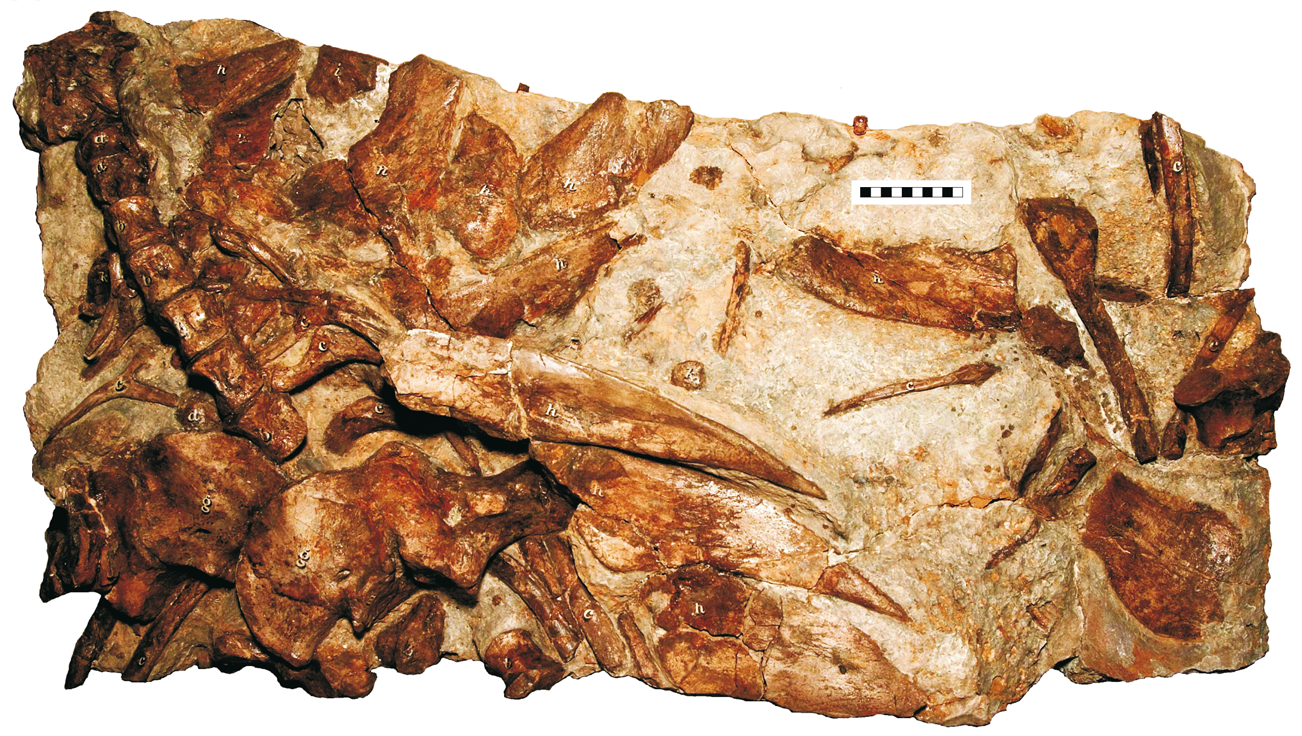
Hylaeosaurus armatus découvert en forêt de Tilgate en 1832.

En 1832, il découvre un nouveau genre l'Hylaeosaurus et la nouvelle espèce Hylaeosaurus armatus qui seront publiés et attribués en 1833.
En 1833 Mantell déménage à Brighton mais sa pratique médicale décline et il est pratiquement destitué avant que le conseil de la ville ne transforme sa maison en musée. En 1839, Mary Mantell quitte son mari. Le musée de Brighton est un échec à cause de l'habitude de Mantell de ne pas faire payer l'entrée. Mantell vend toute la collection de fossiles.
Mantell a un accident de transport avec pour conséquence une blessure débilitante à la colonne vertébrale. Il continue néanmoins à étudier des fossiles et publie de nombreux livres et articles jusqu'à sa mort.
En 1852 Mantell meurt d'une overdose d'opium qu'il prend pour calmer ses douleurs. Son autopsie montre qu'il souffrait d'une scoliose. Richard Owen, son ennemi de toujours, récupère une portion de sa colonne vertébrale et la conserve pour l'accrocher à un mur du Royal College of Surgeons of England. Cette « relique » est perdue pendant la Seconde Guerre mondiale, probablement durant un bombardement.
En 2000 un monument en hommage à ses contributions est érigé à Cuckfield à l'emplacement de sa découverte des premiers fossiles d'Iguanodon.

## Taxons créés

### Genres
- Iguanodon Mantell, 1825
- Hylaeosaurus Mantell, 1833
- Regnosaurus Mantell, 1848
- Pelorosaurus Mantell, 1850

### Espèces
- Iguanodon anglicus Mantell, 1825
- Megalosaurus bucklandii Mantell, 1827
- Mosasaurus hoffmannii Mantell, 1829
- Hylaeosaurus armatus Mantell, 1833
- Regnosaurus northamptoni Mantell, 1848 [Nomen dubium]

## Galerie

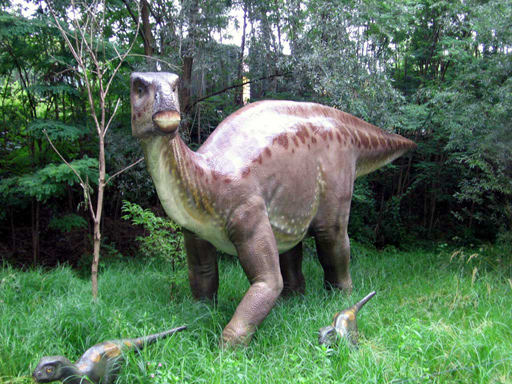
Iguanodon bernissartensis l'espèce-type au Dinopark à Fürth en Bavière, mais de 1881 par Boulenger cousine de Iguanodon anglicus Mantell, 1825
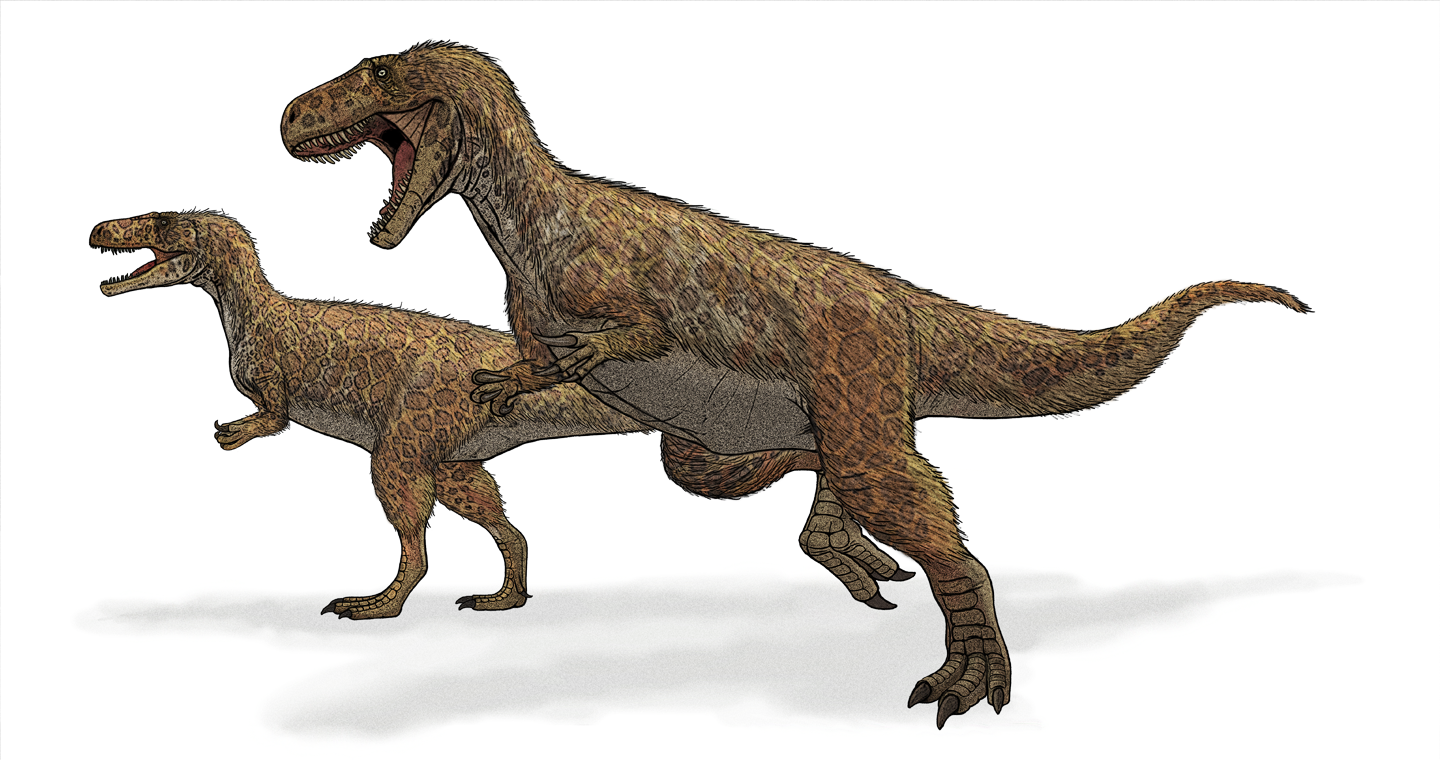
Megalosaurus bucklandii Mantell, 1827
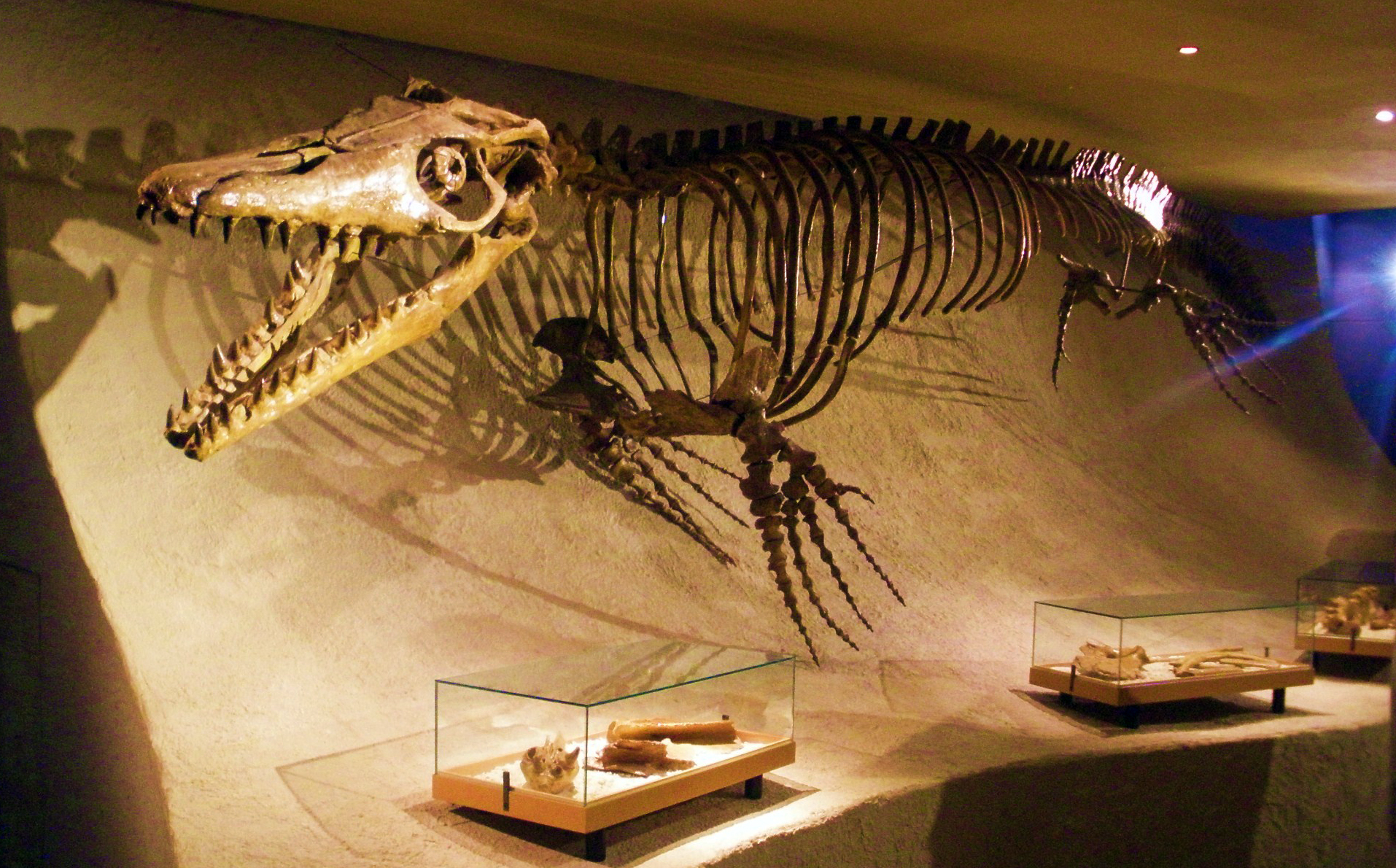
Mosasaurus hoffmannii Mantell, 1829 l'espèce type et premier découvert du genre
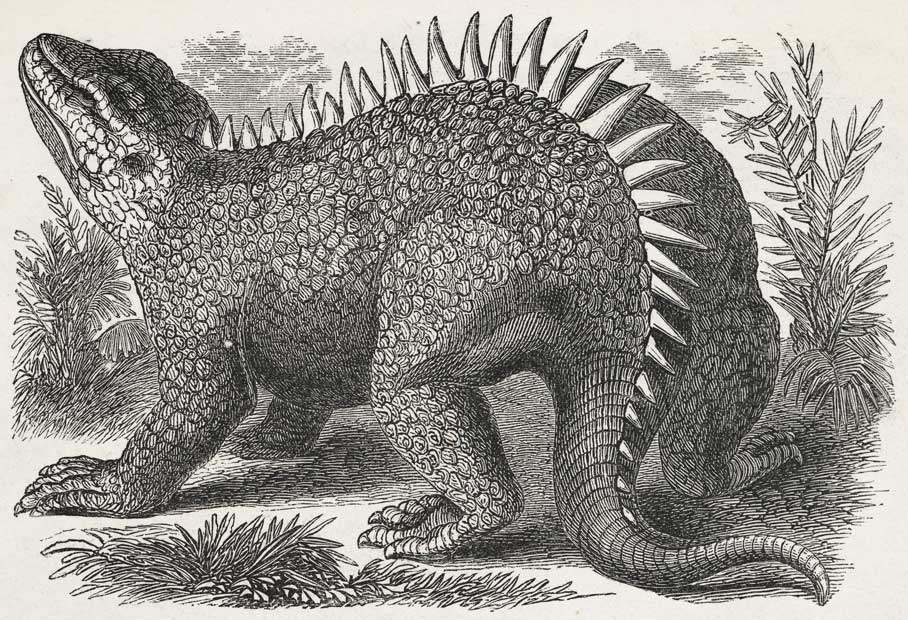
Hylaeosaurus armatus Mantell, 1833
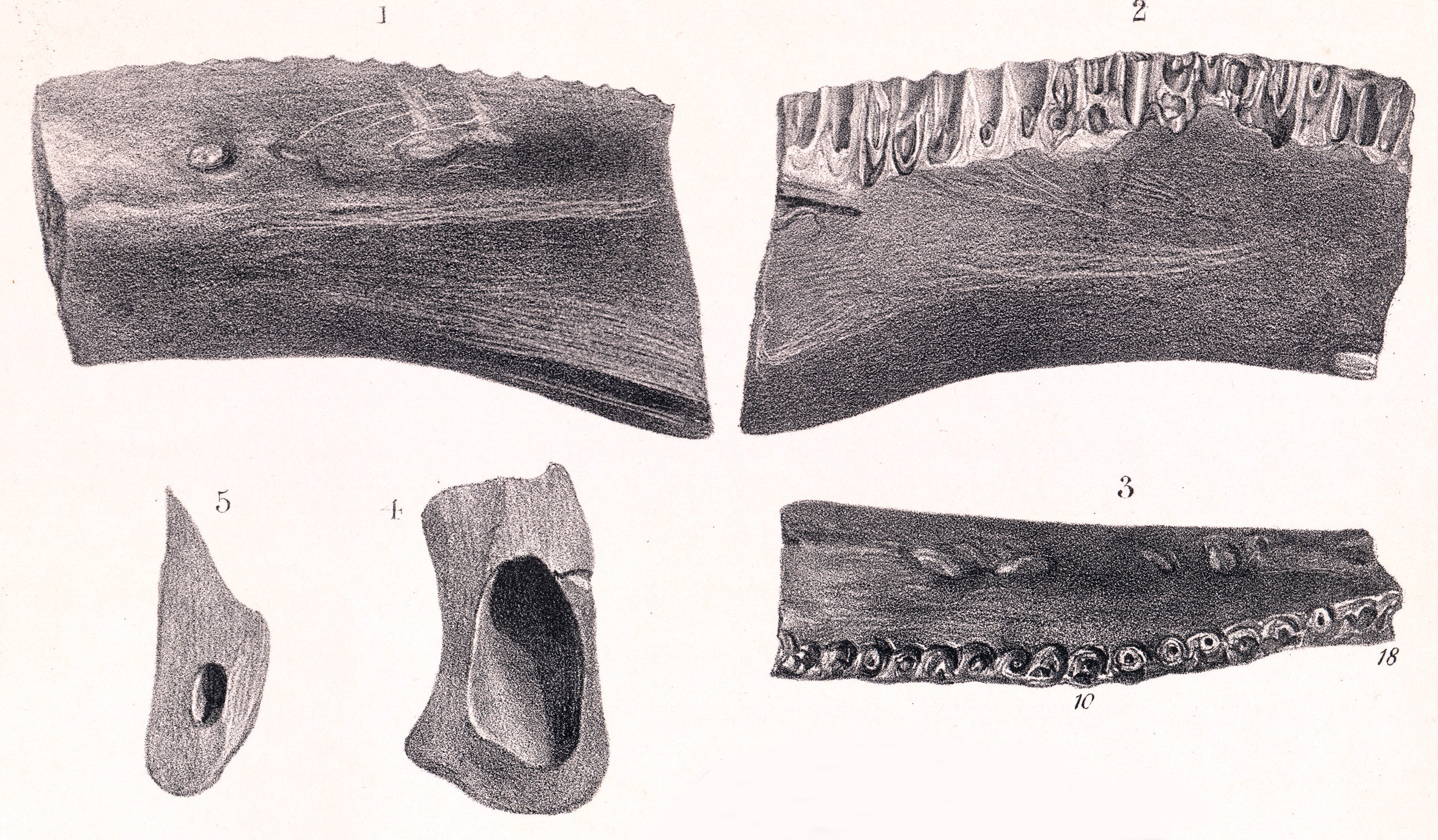
Regnosaurus northamptoni Mantell, 1848 [Nomen dubium]
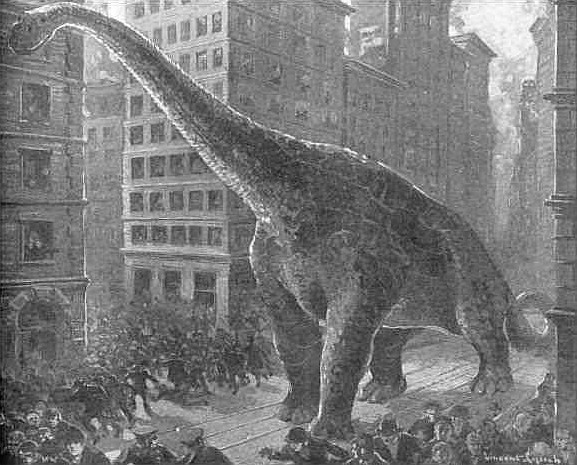
Pelorosaurus Mantell, 1850